# Pablo Melo
Pablo Melo (Rivera, Uruguay, 4 de julio de 1982) es un exfutbolista uruguayo. Jugaba como defensa.

## Trayectoria
Debutó en Club Atlético Cerro en el año 2000. Jugó ahí hasta el 2004. Al año siguiente fue contratado por el Danubio Fútbol Club jugando la Copa Libertadores. En el 2006 fue contratado por Club Atlético Tiro Federal de Argentina. Después de descender con el equipo volvió a Club Atlético Cerro, jugando en el mismo hasta fin de año. En el 2008 fue contratado por Club Nacional de Football. Fue fichado por el Deportes La Serena de Chile donde actuó hasta fines del 2010.
Para la Temporada 2011 jugó en el América de Cali con quien desciende ese mismo año.

## Clubes
| Club                   | País      | Año       |
| ---------------------- | --------- | --------- |
| Cerro                  | Uruguay   | 2000-2004 |
| Danubio                | Uruguay   | 2005      |
| Tiro Federal           | Argentina | 2006-2007 |
| Cerro                  | Uruguay   | 2007      |
| Nacional               | Uruguay   | 2008      |
| Alianza Atlético       | Perú      | 2009      |
| Cerro                  | Uruguay   | 2009-2010 |
| Deportes La Serena     | Chile     | 2010      |
| Manta Fútbol Club      | Ecuador   | 2011      |
| San Martín de San Juan | Argentina | 2011      |
| América de Cali        | Colombia  | 2011      |
| Liverpool              | Uruguay   | 2012-2013 |
| Aragua                 | Venezuela | 2013      |
| Cerro                  | Uruguay   | 2014-2015 |
| Cerrito                | Uruguay   | 2015      |